# Élections législatives de 2007 à Saint-Pierre-et-Miquelon
Les élections législatives françaises de 2007 se déroulent les 10 et 17 juin. Dans le territoire de Saint-Pierre-et-Miquelon, un député est à élire dans le cadre d'une circonscription.

## Élus
| Circonscription        | Député sortant | Parti | Parti | Député élu ou réélu | Parti | Parti |
| ---------------------- | -------------- | ----- | ----- | ------------------- | ----- | ----- |
| Circonscription unique | Gérard Grignon |       | AD    | Annick Girardin     |       | CSA   |

## Contexte
Saint-Pierre-et-Miquelon n'est constituée que d'une seule circonscription électorale pour les législatives, détenue depuis 1986 par Gérard Grignon, leader d'Archipel demain, un parti politique proche de la droite mais affilié officiellement à aucun mouvement national, même si Gérard Grignon est affilié au groupe Union pour un mouvement populaire à l'Assemblée nationale et est investi par ce parti pour les élections législatives. La gauche locale, quant à elle, est divisée entre Ensemble pour construire, proche du Parti socialiste, et de Cap sur l'avenir qui réunit des sympathisants du PRG, des Verts ou de divers gauche.

## Historique
En 1958, cinq territoires d'outre-mer, faiblement peuplés, choisissent de conserver leur statut et de ne pas devenir des États au sein de la nouvelle Communauté française : il s'agissait de Saint-Pierre-et-Miquelon, de la Côte française des Somalis, de l'archipel des Comores, de la Nouvelle-Calédonie et de la Polynésie française. Ces TOM continuèrent d'envoyer des représentants à l'Assemblée nationale, mais en raison du délai de l'exercice de l'option, ils ne purent participer aux élections législatives des 23 et 30 novembre 1958, les premières de la Ve République.

## Résultats

### Résultats à l'échelle de la collectivité
| Parti                                                        | Parti                             | Premier tour | Premier tour | Second tour | Second tour | Sièges |
| Parti                                                        | Parti                             | Voix         | %            | Voix        | %           | Sièges |
| ------------------------------------------------------------ | --------------------------------- | ------------ | ------------ | ----------- | ----------- | ------ |
|                                                              | Parti radical de gauche           | 966          | 31,06        | 1 816       | 51,27       | 1      |
|                                                              | Parti socialiste                  | 463          | 14,89        |             |             | 0      |
|                                                              | Divers gauche                     | 377          | 12,12        | 0           |             |        |
|                                                              | Gauche parlementaire              | 1 806        | 58,07        | 1 816       | 51,27       | 1      |
|                                                              |                                   |              |              |             |             |        |
|                                                              | Union pour un mouvement populaire | 1 098        | 35,31        | 1 726       | 48,73       | 0      |
|                                                              | Divers droite                     | 206          | 6,62         |             |             | 0      |
|                                                              | Majorité présidentielle           | 1 304        | 41,93        | 1 726       | 48,73       | 0      |
|                                                              |                                   |              |              |             |             |        |
| Inscrits                                                     | Inscrits                          | 4 924        | 100,00       | 4 923       | 100,00      | 1      |
| Abstentions                                                  | Abstentions                       | 1 691        | 34,34        | 1 183       | 24,03       |        |
| Votants                                                      | Votants                           | 3 233        | 65,66        | 3 740       | 75,97       |        |
| Blancs et nuls                                               | Blancs et nuls                    | 123          | 3,8          | 198         | 5,29        |        |
| Exprimés                                                     | Exprimés                          | 3 110        | 96,2         | 3 542       | 94,71       |        |
| Source : Ministère de l'Intérieur - Saint-Pierre-et-Miquelon |                                   |              |              |             |             |        |

### Résultats par circonscription
| Candidat                          | Candidat               | Parti          | Premier tour | Premier tour | Second tour | Second tour |  |
| Candidat                          | Candidat               | Parti          | Voix         | %            | Voix        | %           |  |
| --------------------------------- | ---------------------- | -------------- | ------------ | ------------ | ----------- | ----------- |  |
|                                   | Gérard Grignon sortant | AD             | 1 098        | 35,31        | 1 726       | 48,73       |  |
|                                   | Annick Girardin élue   | CSA            | 966          | 31,06        | 1 816       | 51,27       |  |
|                                   | Karine Claireaux       | EPC            | 463          | 14,89        |             |             |  |
|                                   | Marc Plantegenest      | EPC            | 377          | 12,12        |             |             |  |
|                                   | Bernard Le Soavec      | AD             | 206          | 6,62         |             |             |  |
|                                   |                        |                |              |              |             |             |  |
| Inscrits                          | Inscrits               | Inscrits       | 4 924        | 100,00       | 4 923       | 100,00      |  |
| Abstentions                       | Abstentions            | Abstentions    | 1 691        | 34,34        | 1 183       | 24,03       |  |
| Votants                           | Votants                | Votants        | 3 233        | 65,66        | 3 740       | 75,97       |  |
| Blancs et nuls                    | Blancs et nuls         | Blancs et nuls | 123          | 3,8          | 198         | 5,29        |  |
| Exprimés                          | Exprimés               | Exprimés       | 3 110        | 96,2         | 3 542       | 94,71       |  |
| Source : Ministère de l'Intérieur |                        |                |              |              |             |             |  |